# Надежде, София
София Надежде (рум. Sofia Nădejde; урожденная София Бенчиле (рум. Sofia Băncilă); 14 сентября 1856, Ботошани, Молдавское княжество — 11 июня 1946, Бухарест) — румынская писательница, переводчица

, публицист, драматург и общественный деятель; борец за права женщин, сторонница феминизма и некоторое время придерживалась социалистических взглядов.

## Биография
София Бэнчилэ родилась в 14 сентября 1856 года в румынском городке Ботошани в регионе Молдова в семье купца Василе Бэнчила-Георгиу и его жены Пульхерии (урожденной Некулче); она приходилась сестрой художнику Октаву Бенчиле. Она ходила сперва в начальную школу и, затем, посещала школу-интернат для девочек в своем родном городе, а выпускные экзамены сдавала в Яссах.
В 1874 году девушка вышла замуж за журналиста Иоана Надежде (1854—1928) и с тех пор взяла его фамилию.
Став членом социалистического кружка в Яссах, она вела постоянную журналистскую кампанию за социальную и политическую эмансипацию женщин.
В 1893 году она вела «Литературный журнал»; публикации, в которых освещалась её работа, включают такие статьи как: «Румынская женщина», «Официальный социалистический журнал», «Права человека», «Литература и наука», «Новый мир», «Новый научный и литературный мир», «Вселенная», «Пчела», «Правда», «Новый румынский журнал», «Утро и искусство». Надежде была сотрудницей «Contemporanul», «Femeia», где работала вместе с вместе с Константином Милле, Траяном Деметреску, Антоном Бакалбаша, Полем Бужором и Штефаном Бэсэрэбеану. Её статьи касались эволюции семьи, места женщин в социалистическом движении, предрассудков в отношении женского образования, социальных движений и женского труда, как в деревне, так и на фабрике. Она проявила глубокое знакомство с современным европейским философским и научным мышлением, ссылаясь на труды Джона Стюарта Милля, Герберта Спенсера, Чарльза Дарвина, Карла Маркса и Августа Бебеля.

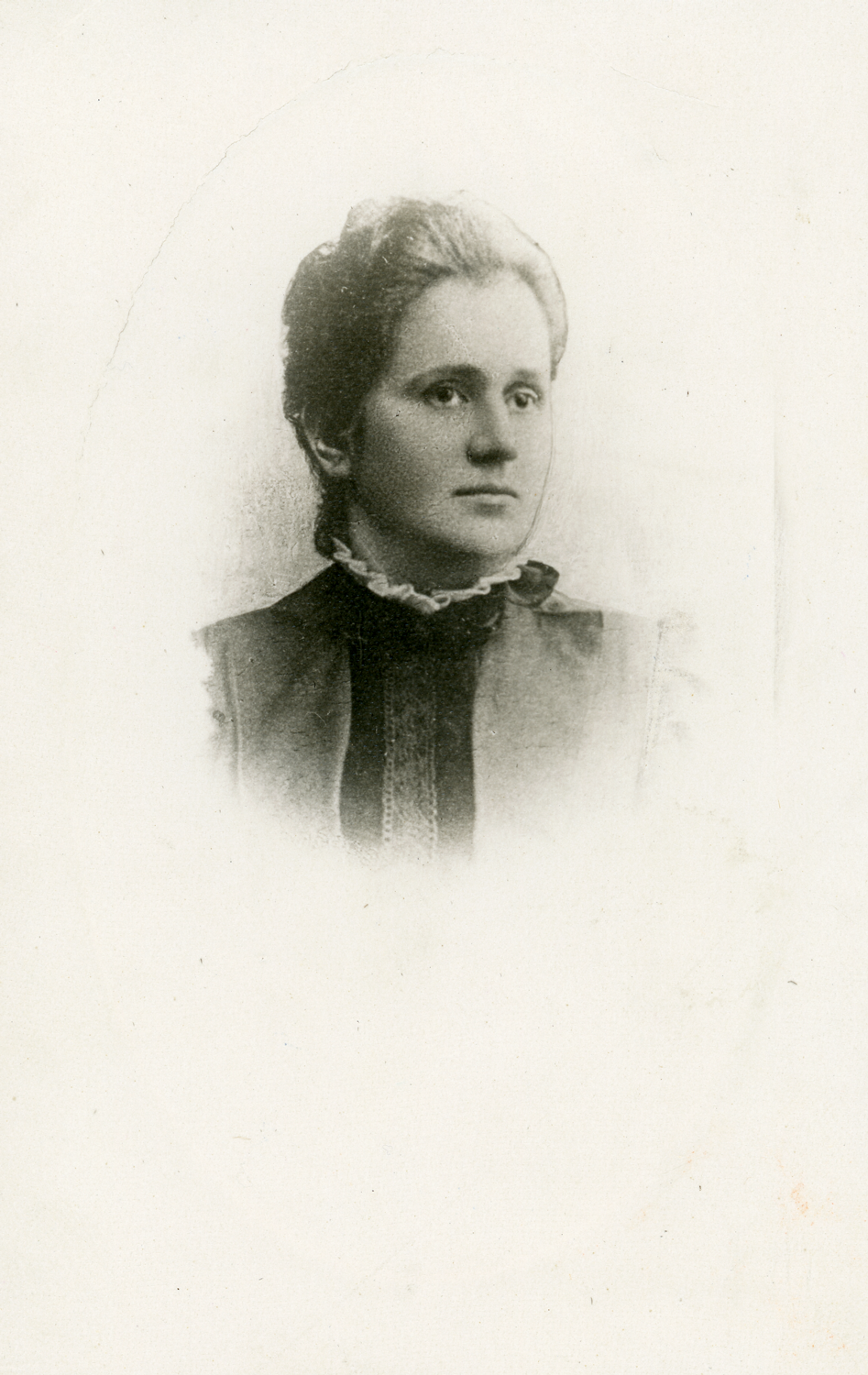
София Надежде (1895 год)

Она была известна своим спором с румынским академиком Титу Майореску по поводу интеллектуальных способностей женщин. Майореску утверждал, что, поскольку мозг женщины меньше, чем мозг мужчины, то и её интеллектуальные возможности меньше, отсюда и потребность в опеке со стороны мужчины. София Надежде доказала ложность этого тезиса, подтвердив данные научных исследований того времени, как, например, тот факт, что человеческий мозг весит около 1,2 кг, мозг слона — около четырёх, а самый тяжёлый мозг принадлежит кашалотам (почти семь килограмм). Майореску не считал себя глупее слонов и кашалотов и вынужден был отступить.
Начиная с 1886 года и под влиянием марксизма, она начала сосредотачиваться на социальном неравенстве в целом, рассматривая статус женщины как побочный продукт капитализма и частной собственности. К середине 1890-х ее марксизм уступил место демократическому либерализму; её привлекли идеи попоранизма, пропагандируемые лидером движения Константином Стере, писавшим для филиала движения «Evenimentul literar». В 1899 году вместе со своим мужем и значительной фракцией она покинула социалистическое движение, убедившись, что у него нет оснований для закрепления в аграрной Румынии, и почти полностью потеряла интерес к политической деятельности, переключившись на литературу.
Основной темой её произведений было угнетение женщин, а романы Надежде проникнуты феминистской чувственностью. Перед Первой мировой войной она также писала научно-популярные статьи, посвященные способности женщин функционировать в современном обществе и экономике.
В 1918 году она помогла основать организацию по гражданской и политической эмансипации женщин, а в 1930-х годах, на фоне роста тоталитаризма в Европе, она выступала за демократию и гражданские права. После смерти мужа в 1928 году она переехала к своей дочери Амелии, живущей на небольшую пенсию от Общества румынских писателей. София Надежде умерла в доме своей дочери в Бухаресте 11 июня 1946 года.
Изабела Садовяну-Эван дала С. Надежде следующую характеристику: «Она всегда была проста, как ребенок, полна здравого смысла, как здоровый крестьянин телом и духом, личностной, страстной и чрезмерной, как истинно женский персонаж во всех его проявлениях. Его обширная культура, неиссякаемый интерес к науке и интеллектуальным вещам только высветили качества сильной, множественной и дифференцированной индивидуальности».